# Ёт
Ёт (кор. 엿) — разновидность хангва, корейских традиционных сладостей. Ёт бывают как твёрдыми, так и жидкими (патока), а также с начинками. Ёт готовятся из парового риса, клейкого риса, клейкого сорго, кукурузы, батата или смеси этих зерновых. После варки на пару́ ёт недолго ферментируют, а затем долго варят в большом котле под названием «сот» (솥).
Ёт, которые варятся недолго, называются чочхон (조청), жидкие ёт. Чочхон используется как сироп для приготовления или поливки других хангва, а также как соус-дип для карэ-ттока.
Если ёт варят дольше, они отвердевают при остуживании, такой вид называется кэнёт (갱엿). Кэнёт сразу после варки обычно коричневого цвета, но если его растягивать, цвет светлеет. Жареные на сковороде бобы, орехи, кунжут, семена подсолнечника, грецкие орехи или тыква — обычные начинки для ёт. Разновидности ёт называются по составу.

## Разновидности ёт
- Ссарёт (쌀엿) — из риса.
- Хобагёт (호박엿) — из тыквы, кухня Уллындо.
- Хвангорёт (황골엿) — из смеси риса, кукурузы и солода[3].
- Ккэёт (깨엿) — покрытые ккэ (깨, кунжут)[4].
- Тальгёт (닭엿) — кухня острова Чеджудо, ёт из клейкого проса и курятины[5].
- Кквонёт (꿩엿) — кухня Чеджудо, ёт с мясом фазана и клейким просом[1].
- Твэджигогиёт (돼지고기엿) — также с Чеджудо, готовится со свининой[6][7].
- Ханырэгиёт (하늘애기엿) — ёт с Чеджудо, готовится с трихозантом Кирилова[2][8].
- Пориёт (보리엿) — чеджудоский ёт с ячменём.
- Манырёт (마늘엿) — чеджудоский ёт с чесноком и клейким просом[9].

## Использование слова «ёт» как ругательства
В современном корейском языке фраза «ешь ёт!» (кор. 엿 먹어라, ёт могора) является грубым выражением, примерно как русская фраза «иди к чёрту!» или её другие более вульгарные аналоги. Такое значение появилось после скандала на вступительных экзаменах в 1964 году. Один из вопросов с выбором нескольких вариантов ответа гласил: «Какие из следующих ингредиентов могут использоваться вместо „масла ёт“ (кор. 엿기름, ёткирым, ячменного солода) для приготовления ёт?». Правильный ответ — диастаза, но многие люди посчитали вариант «сок дайкона» также верным ответом, и те родители, чьи дети получили более низкие оценки, вышли на демонстрации протеста перед отделениями министерства образования, держа в руках «ёт», приготовленные на соке дайкона, выкрикивая: «Ешь ёт!».

## Галерея

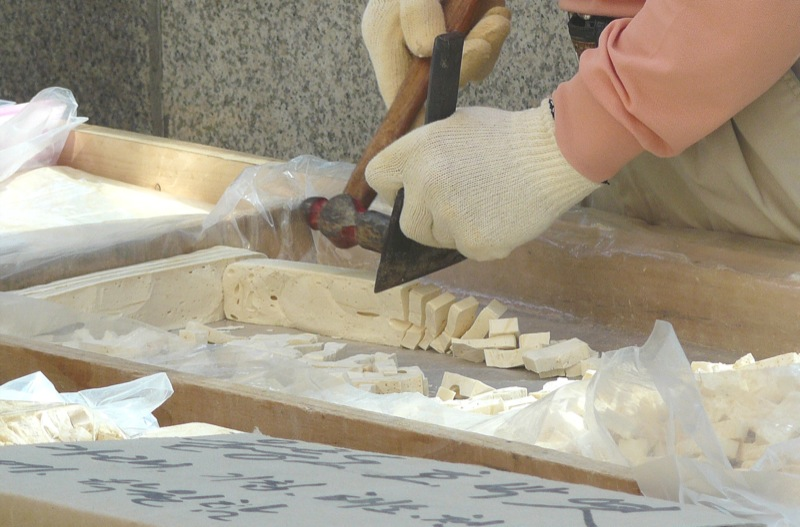
Изготовление «хобагёт», тыквенных ёт
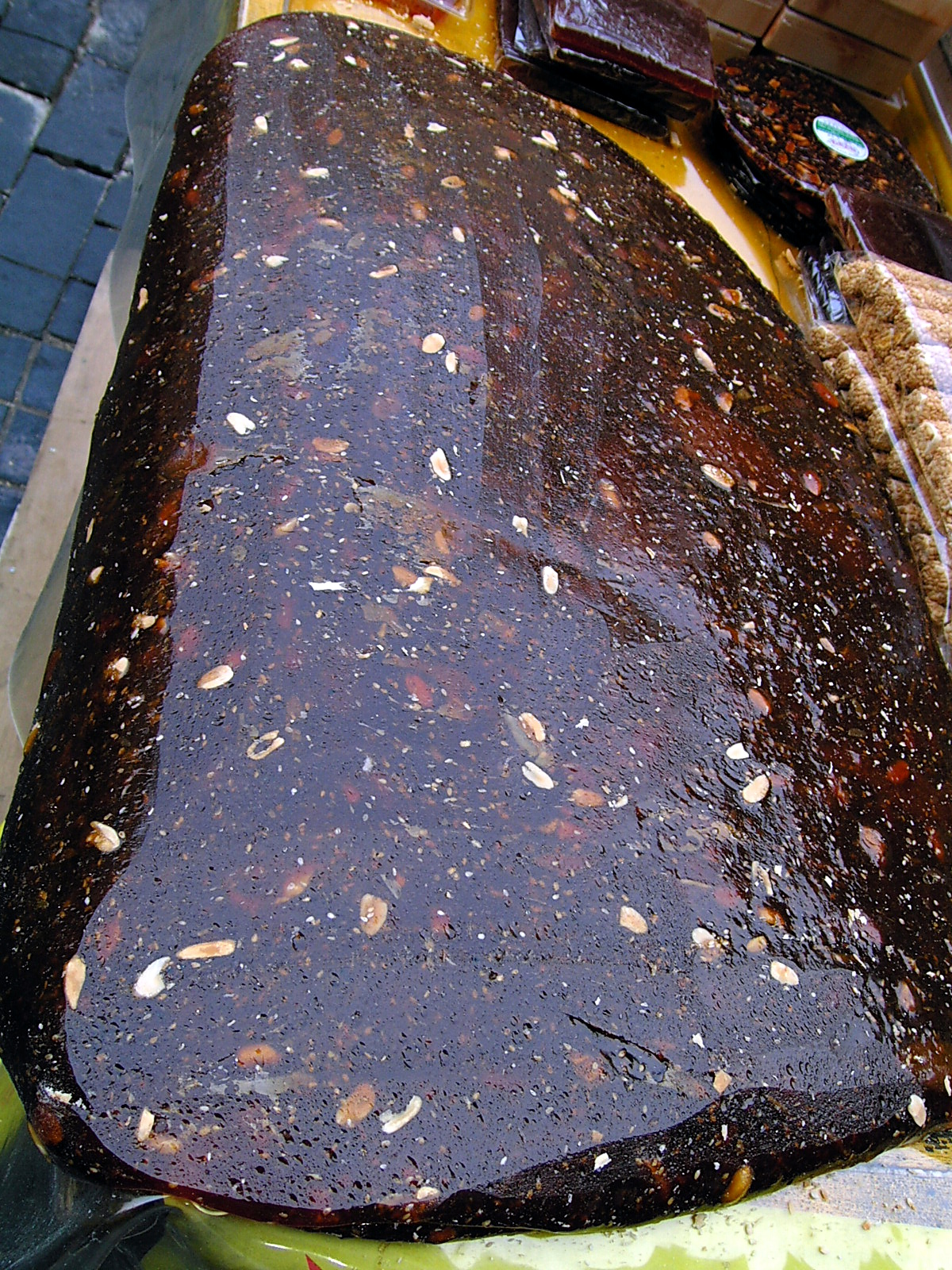
«Сэнганёт», имбирные ёт
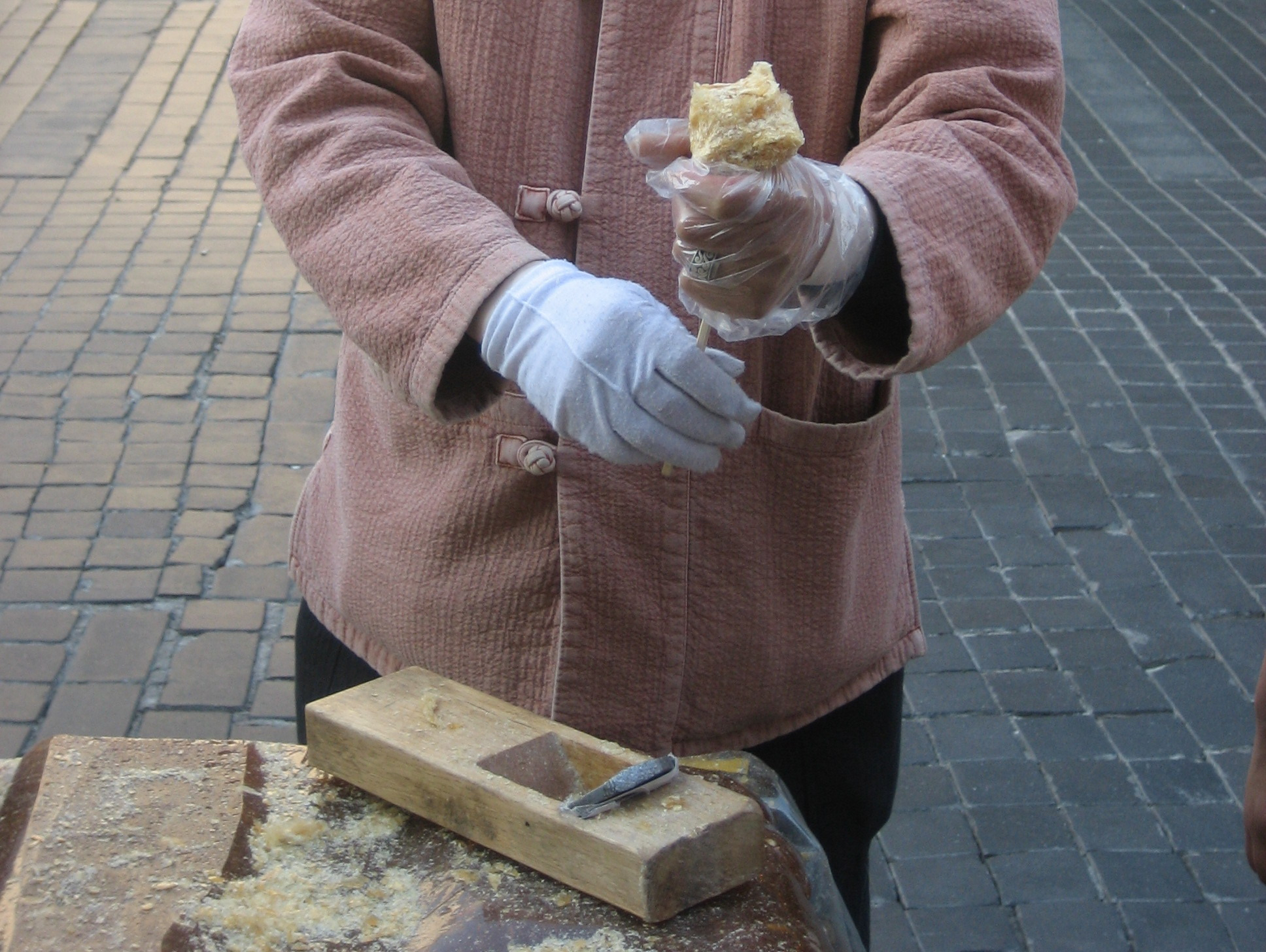
Изготовление ёт
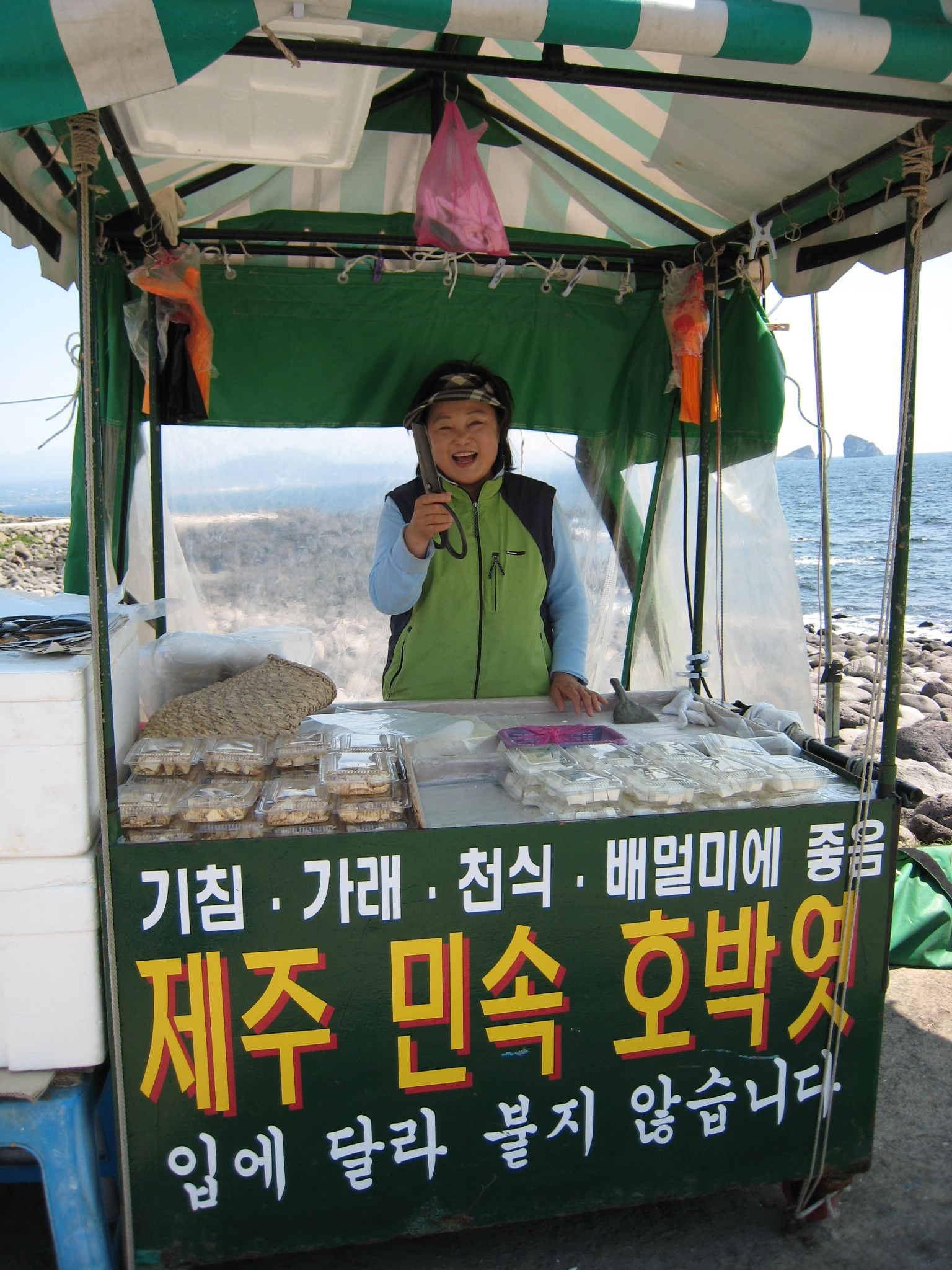
«Ётчансу», продавец «ёт»
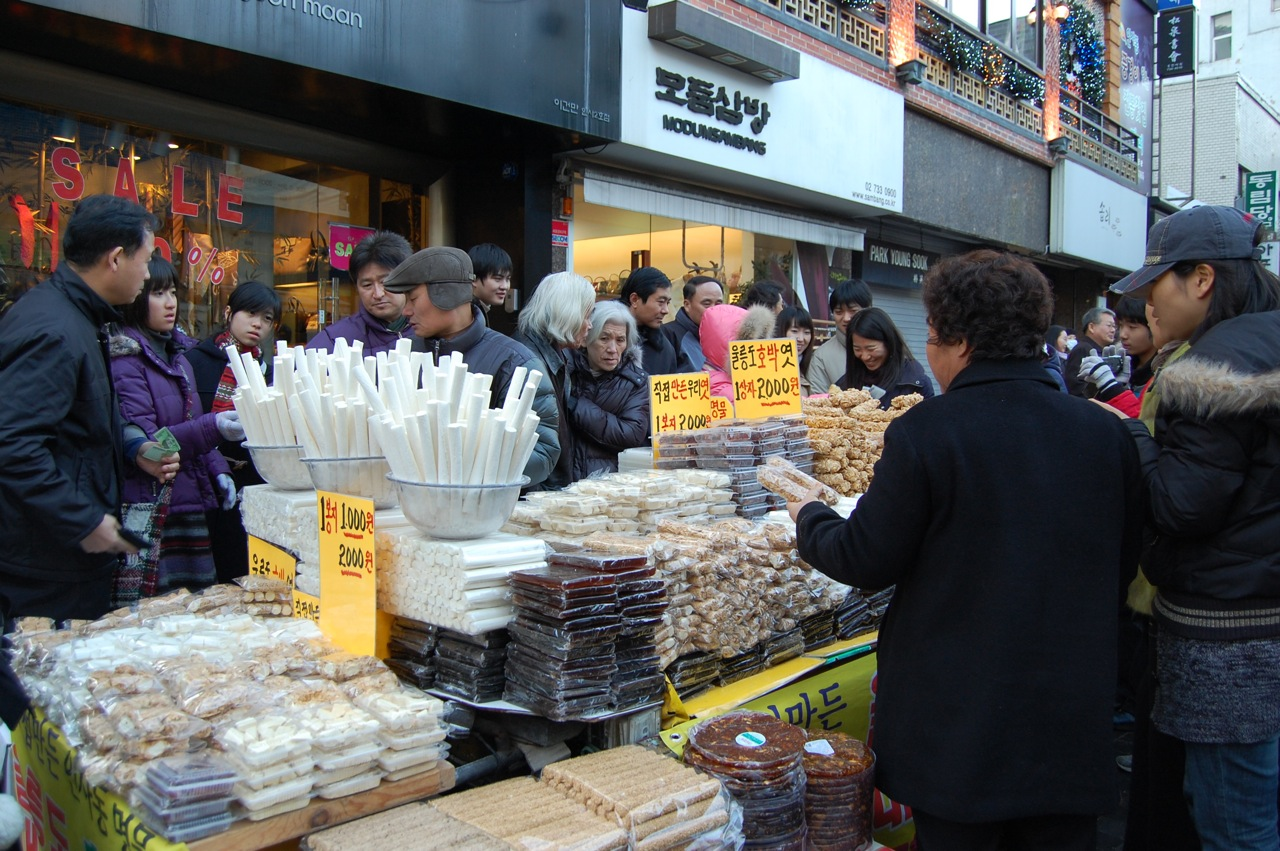
Ёт на витрине в Сеуле